# Zorn (film)
Zorn är en svensk dramafilm från 1994 i regi av Gunnar Hellström med Hellström i huvudrollen som Anders Zorn. Filmen samproducerades med bolag i Norge, Finland och Island och premiärvisades den 19 augusti 1994.

## Om filmen
Filmen spelades in vid Filmhusateljéerna i Stockholm av Jörgen Persson. Filmen klipptes i två versioner, en 125 minuter lång biografversion och en 165 minuter lång TV-version, uppdelad på tre avsnitt à 55 minuter. TV-versionen hade premiär den 21 januari 1995 i SVT Kanal 1.

## Rollista i urval
- Gunnar Hellström – Anders Zorn
- Linda Kozlowski – Emilie Bartlett
- Liv Ullmann – Emma Zorn
- Stig Grybe – Albert Engström
- Jarl Kulle – Oscar II
- Rupert Frazer – Paul W. Bartlett
- Rikard Wolff – Isaac Grünewald
- Cecilia Ljung – Ida
- Kristina Törnqvist – Ols-Maria
- Axel Düberg – prästen
- Ulf Eklund – prins Eugen
- Birgitte Söndergaard – Beda
- Yvonne Lombard – Isabella Stewart Gardner
- Sten Ljunggren – Richard Bergh
- Mathias Henrikson – Eugène Jansson
- Ingvar Kjellson – minister Henrik Åkerman
- Bo Brundin – president Taft
- Robert Gillespie – assistent
- Meta Velander – Kari
- Måns Westfelt – källarmästaren
- Pierre Fränckel – franske prisförrättaren
- Michael Mansson – franske portvakten
- Nina Pontén – Ingrid
- Katarina Lundgren – Linnéa
- Åke Lagergren – hovintendent

## Musik i filmen
- Emelie-valsen, kompositör Hans Arnbom
- Emmas avsked, kompositör Hans Arnbom
- Café-vals, kompositör Hans Arnbom
- Seine, kompositör Hans Arnbom
- Vörtgubben, vals efter Gulis Erik Andersson, kompositör Gulis Erik Andersson
- Schottis efter Plog Anders Olsson
- Unrequited Love, kompositör och text Alexander Faris
- Hej musikanter, ge valthornen väder, kompositör och text Carl Michael Bellman
- Spritens betydelse, kompositör Gunnar Hellström
- Kröningsmarsch, kompositör Johan Svendsen
- Auf Flügeln des Gesanges, sång för röst, piano, op. 34:2 (På sångens vingar), kompositör Felix Mendelssohn-Bartholdy, text Heinrich Heine
- Wein, Weib und Gesang, vals, op. 333, kompositör Johann Strauss d.y.
- Sunset Suite (Carioca), kompositör Lubos Sluka
- Morceau, piano, op. 19. Nocturne, d-moll, kompositör Pjotr Tjajkovskij
- Les violettes (Frühlingskinderwaltz, op. 148), kompositör Émile Waldteufel
- Pianosonat nr 8 i c-moll, op. 13, "Pathétique" (Pathétique), kompositör Ludwig van Beethoven
- Stråkkvartett nr 1 i D-dur, op. 11, Andante cantabile, kompositör Pjotr Tjajkovskij
- Loin du bal, op. 36, kompositör Ernest Gillet
- Fra Diavolo. Fanfar, kompositör Daniel François Ésprit Auber, text Eugène Scribe
- Du gamla, du fria (Du gamla, du friska), text Richard Dybeck
- Supa klockan över tolv, kompositör och text Carl Michael Bellman
- Husar galopp marsch
- Husaren-Attacke, kompositör Max Oscheit
- Kronprinsens husarregementes travmarsch
- Lost Hope, kompositör John Fox
- Serenad, piano, flöjt, stråkar, op. 10, kompositör Charles Marie Widor
- Bavarian Cafe, kompositör Alexander Faris
- Hail to the Chief, kompositör James Sanderson, text Walter Scott efter dikten The Lady of the Lake
- Strenuous Life, kompositör Scott Joplin
- Sparf-fars polska
- Gånglåt efter Gössa Anders
- Die Gigerlkönigin (Fröken Chic), kompositör och text Paul Lincke, svensk text Ernst Högman
- Pianosonat nr 14 i ciss-moll, op. 27:2, "Månskenssonaten", kompositör Ludwig van Beethoven
- Kuolema, op. 44, Valse triste, kompositör Jean Sibelius
- Tillmans schottis, musikbearbetning Olof Tillman framförs på fiol av Lars Hökpers, Matts Arnberg, Sven Roos och Sören Roos
- Schottis från Idre
- Vals efter Bleckå Anders